# Øksnes
Øksnes è un comune norvegese della contea di Nordland.

## Stø
Nel territorio comunale oltre a Øksnes sorge anche la località di Stø, un piccolo villaggio di pescatori, nel nord dell'isola Langøya nelle Vesterålen. È noto come luogo di partenza di crociere di osservazioni delle balene come anche per il vicino paese di pescatori Nyksund.